# Svart bågnäbbsparadisfågel
Svart bågnäbbsparadisfågel (Epimachus fastuosus) är en fågel i familjen paradisfåglar inom ordningen tättingar.

## Utseende och läte
Svart bågnäbbsparadisfågel är en stor och långstjärtad fågel med en lång och nedåtböjd näbb. Hanen är huvudsakligen glänsande svart med mycket lång stjärt. Honan är brun ovan med svart på ansiktet och hakan samt tvärbandad buk. Arten liknar brun bågnäbbsparadisfågel, men ses vanligen på lägre höjd och har svart bröst. Lätet består av två omgångar med explosiva ihåliga dubbeltoner, "wak-wak! wak-wak!".

## Utbredning och systematik
Svart bågnäbbsparadisfågel behandlas antingen som monotypisk eller delas in i tre underarter med följande utbredning:
- Epimachus fastuosus fastuosus – förekommer på Västpapua (bergen Tamrau och Arfak)
- Epimachus fastuosus atratus – förekommer på Nya Guinea (Wandammenhalvön till Kratka Range)
- Epimachus fastuosus ultimus – förekommer i kustnära norra Papua Nya Guinea (bergen Menawa och Somoro)

## Levnadssätt
Svartnäbbad bågnäbbsparadisfågel hittas i bergsskogar. Hanen utför ett enastående spel då den lyfter vingarna som två solfjädrar ovanför huvudet och hela kroppen svajar upp och ner. 

## Status och hot
Arten har ett stort utbredningsområde, men tros minska i antal, dock inte tillräckligt kraftigt för att den ska betraktas som hotad. Internationella naturvårdsunionen IUCN listar arten som nära hotad (LC). Beståndet har uppskattats till mellan 2 500 och 10 000 vuxna individer.